# Jan Sehn
Jan Sehn (Tuszów Mały, 22 de abril de 1909 – Frankfurt, 12 de dezembro de 1965) foi um juiz, promotor, caçador de nazistas polonês, professor da Faculdade de Direito e Administração da Universidade Jaguelônica, em Cracóvia.
Foi responsável por elaborar o primeiro relato detalhado sobre a história e o funcionamento do campo de concentração de Auschwitz. Conduziu os interrogatórios de Rudolf Höss, o comandante que esteve à frente do campo por mais tempo, e o persuadiu a escrever suas memórias antes de sua execução por enforcamento em 1947.

## Biografia
Jan Sehn nasceu em uma família de origem alemã, em uma vila no Condado de Mielec, em 1909, que se estabeleceu na Galícia durante o processo de colonização josefina. Entre 1933 e 1937, trabalhou como assistente jurídico no Tribunal Regional de Cracóvia. De 1937 a 1939, atuou como assessor judicial, desempenhando funções de juiz de instrução.
Após a Segunda Guerra Mundial, de 1945 a 1947, foi juiz de instrução no Tribunal Regional de Cracóvia. De 1947 a 1949, serviu como juiz do Tribunal de Apelação em Cracóvia. Em 1950, assumiu o cargo de vice-promotor da Procuradoria Regional de Cracóvia e, a partir de 1º de janeiro de 1951, voltou a atuar como juiz no Tribunal Provincial de Cracóvia, função que exerceu até 1952.
Em 1949, obteve o título de doutor em Direito pela Faculdade de Direito e Administração da Universidade Jaguelônica. Em 1961, tornou-se professor associado na mesma instituição. Além disso, atuou como representante do Ministro da Justiça da Polônia, dedicando-se à perseguição de criminosos nazistas.
Entre 1945 e 1946, Sehn conduziu, em nome da Comissão de Investigação de Crimes Nazistas, pesquisas no campo de concentração de Auschwitz-Birkenau. Como juiz de instrução, foi responsável por preparar a acusação contra Rudolf Höss, ex-comandante do campo e oficial da SS. Höss foi um dos responsáveis por testar, e depois implementar, vários métodos de matança para executar o plano de Adolf Hitler para exterminar a população judaica na Europa ocupada pela Alemanha Nazista, em um projeto denominado de "a Solução final".
A partir de 1949, tornou-se diretor do Instituto de Perícias Forenses de Cracóvia e, posteriormente, professor da Universidade Jaguelônica, onde foi o primeiro a liderar o Departamento de Criminalística. Desde a criação da Comissão Principal de Investigação de Crimes Nazistas, foi membro ativo e presidiu a Comissão Regional em Cracóvia até 1953.

## Morte

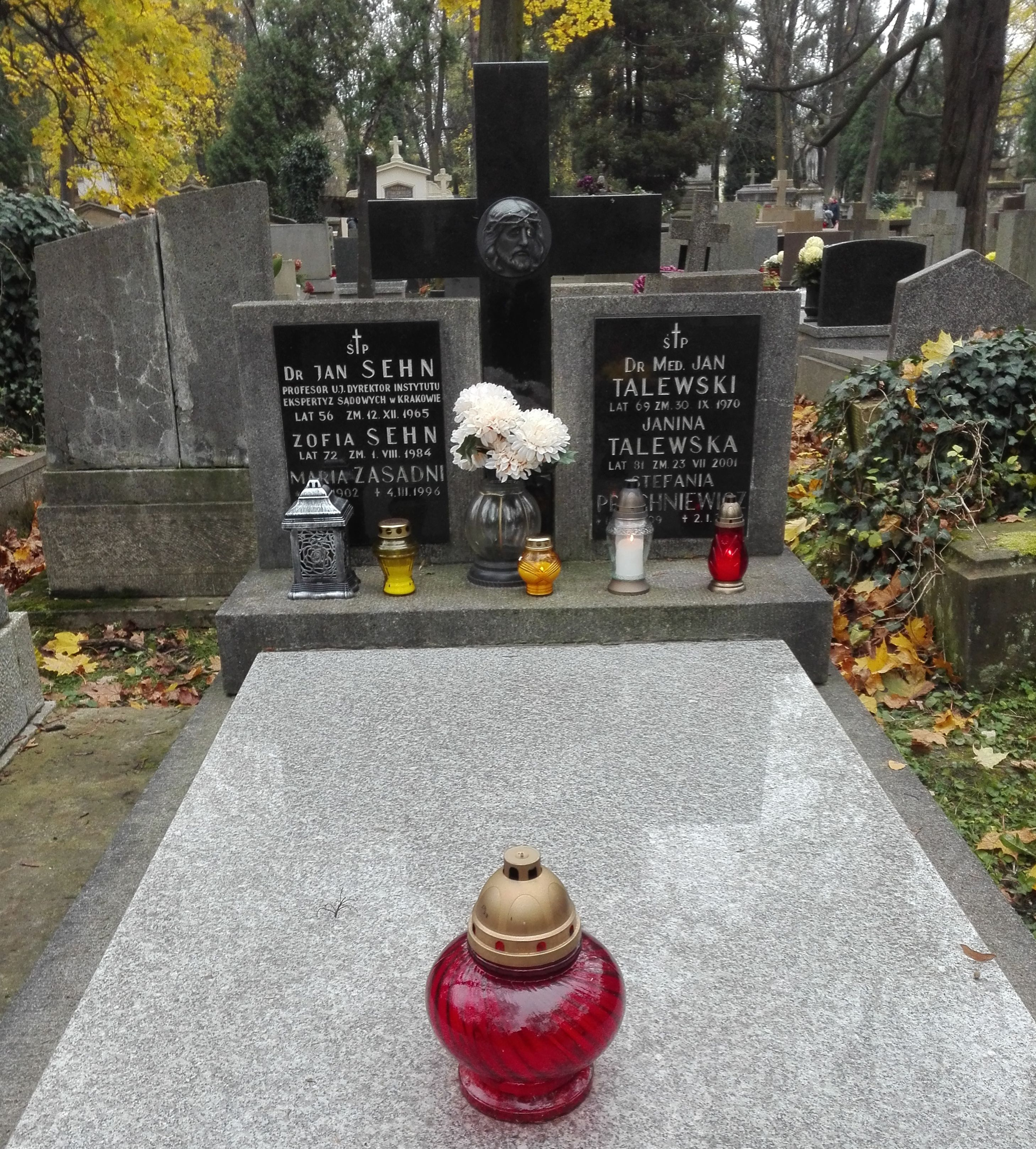
Túmulo de Jan Sehn no Cemitério Rakowicki, em Cracóvia

Jan Sehn faleceu repentinamente em 12 de dezembro de 1965, em Frankfurt, durante uma de suas missões relacionadas às investigações realizadas no âmbito da Comissão de Investigação de Crimes Nazistas. Ele foi sepultado no Cemitério Rakowicki, em Cracóvia. Em 1966, o Instituto de Perícias Forenses adotou o nome de Professor Jan Sehn em sua homenagem.

## Condecorações
- Cruz de Cavaleiro da Ordem da Polônia Restituta (1954)
- Cruz de Ouro ao Mérito (1948)
- Medalha do 10º Aniversário da República Popular da Polônia (1955)